# EB Games

EB Games logotyp.

EB Games (Electronics Boutique) var en butikskedja som huvudsakligen sålde TV-spel och datorspel. Den är numera en del av GameStop. Gamestop/EB Games är världens största återförsäljare på området med tusentals butiker världen över.
EB Games köpte kort efter år 2000 spelbutikskedjan Tradition och bytte namn på dess butiker.